# The Capital Dance Orchestra
The Capital Dance Orchestra ist ein deutsches Orchester in der Sparte Swing.

## Geschichte
The Capital Dance Orchestra musizierte einige Zeit als André Frank and His Orchestra, ehe es 2004 den heutigen Namen erhielt.
Als Big Band mit 13 Musikern tritt das Orchester seither mit eigenen Programmen im Stil der Tanzkapellen der 1920er bis 1940er Jahre auf. Der musikalische Leiter ist David Canisius, als Sänger und Moderator führt Simon Marlow durch die Eigenprogramme. Mit den Programmen Stars go swing, Capital moments und Swing goes Beat trat das Ensemble vor sein Publikum. Dazu gehören etwa 300 Arrangements, von Glenn Miller über Theo Mackeben bis Benny Goodman.
Viele populäre Gesangssolisten begleitete das Ensemble bis dato, darunter Nina Hagen, Johannes Heesters, Jeanette Biedermann,  Katja Riemann, Barbara Schöneberger und Jochen Kowalski. Eine Reihe von Engagements führte das Capital Dance Orchestra durch Deutschland, Europa, Südafrika, Brasilien und der Volksrepublik China. Mehrere CD- und DVD-Veröffentlichungen mit unterschiedlichen Solisten hat das Orchester bislang aufgenommen.
Gemeinsam mit dem Musik-Kabarettisten und Liedermacher Bodo Wartke ist „The Capital Dance Orchestra“ seit 2013 mit dem Programm Swingende Notwendigkeit auf Deutschlandtour.

## Diskografie
- Irgendwo auf der Welt - Nina Hagen & The Capital Dance Orchestra - Label: Island   (Universal) -  März 2006
- The Capital Dance Orchestra & Jochen Kowalski - Live in Berlin - Label: Zett Records (DA Music) - Juli 2007
- Stampede - The Capital Dance Orchestra - Label: Zett Records (DA Music) - April 2007